# Phuie
Phuie ist eine zum westlichen Zweig der Gurunsi-Sprachen zählende bedrohte Sprache und wird von den im westafrikanischen Staat Burkina Faso siedelnden Phuo gesprochen.
Die Phuo leben in den Provinzen Tuy, Ioba und Bougouriba in einem Siedlungsgebiet nördlich und westlich von Diébougou und nordöstlich von Dano sowie in vereinzelten Dörfern im Gebiet der Dagaare.